# Proanoplomus formosanus
Proanoplomus formosanus är en tvåvingeart som först beskrevs av Tokuichi Shiraki 1933.  Proanoplomus formosanus ingår i släktet Proanoplomus och familjen borrflugor. Inga underarter finns listade i Catalogue of Life.